# 茂住峠
茂住峠（もずみとうげ）は、富山県富山市と岐阜県飛騨市にまたがる峠。標高は1067m。

## 特徴
西側の岐阜県飛騨市の茂住集落と、東側の富山県富山市の長棟集落(廃村)を結ぶ峠で、どちらの集落もかつては鉱山が存在していた。
岐阜県側からは比高800m、富山県側からは比高150m程度と、片峠に分類できる。
峠上には駐車可能な広場があり、また富山の百山の一座である六谷山の登山口となっている。

## 地質
茂住-祐延断層と言う断層上にある峠で、地質的には砂礫層と腐植土層に分断されている。この断層の最新活動時期は16世紀ごろとされている。飛越地震ではこの断層上の集落で特に大きな被害が出た  。

## 自然
峠の上部はブナ林が広がっており、秋には一帯が紅葉する。峠近くにある六谷山ではアカモノやウラジロヨウラクが見られる。

## アクセス
岐阜県側から国道41号から分岐する茂住林道を通ってアクセスする。茂住林道は未舗装のダートであるが、比較的道幅は広い。
富山県側からは長棟林道が繋がっているものの、茂住峠10km手前にある桧峠のゲートで一般車両通行止めとなっているため、この峠へのアクセスは難しい。